# 馬克里天文台
馬克里天文台曾存在於愛爾蘭斯萊戈郡。

## 歷史

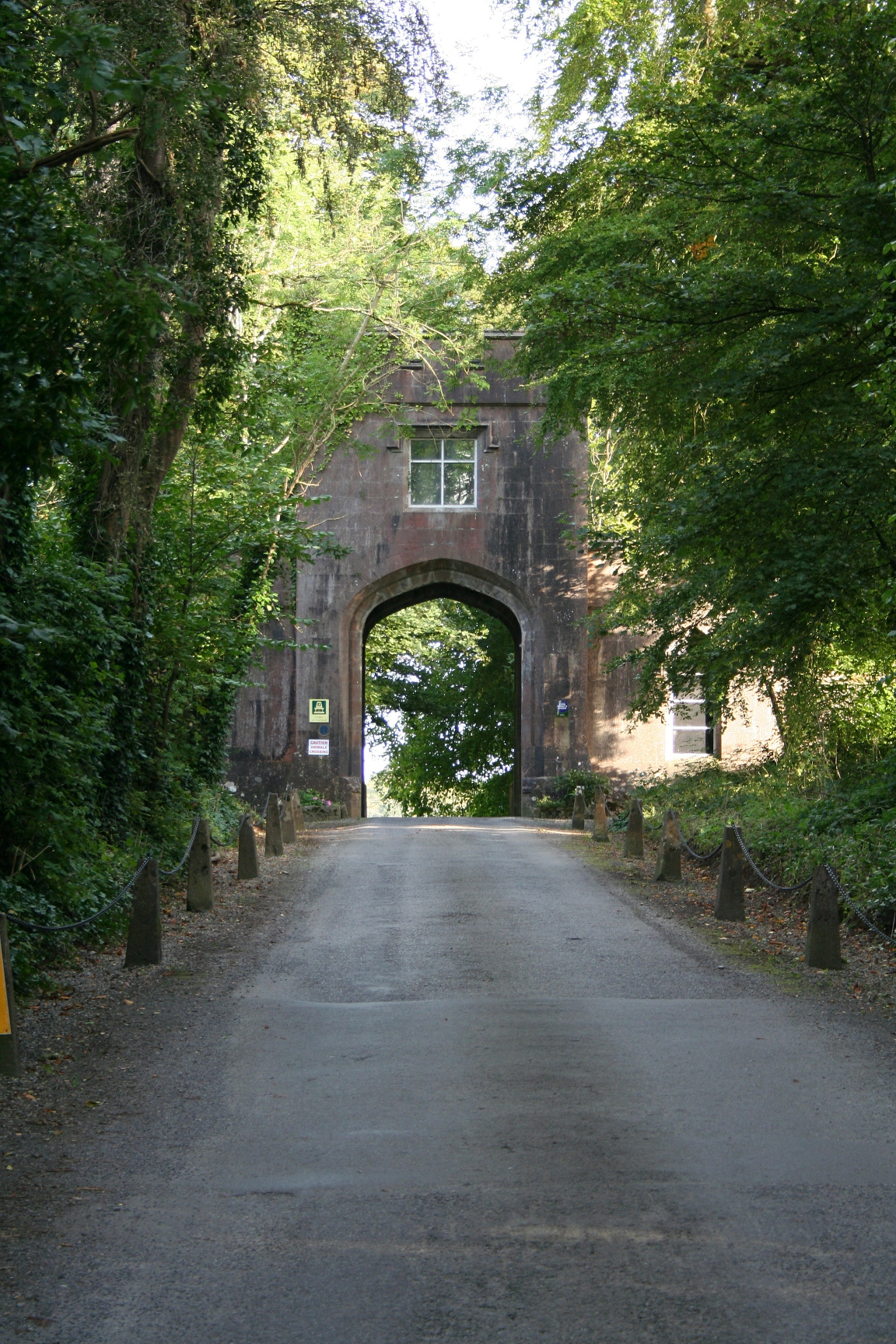
入口閘門

在1830年，愛德華·辛·庫珀 MP的長子Col. 愛德華·約書亞·庫珀 MP (1798–1863)和孟加拉總督 亨利·西塔的女兒，安，在馬克里城堡內設置了馬克里天文台。 
在1831年，庫珀支付了1,200英鎊，從巴黎的Robert A. Cauchoix 購得了一架物鏡為13.5英吋 (35.5公分) 的望遠鏡。在1834年，他將之安裝在由都柏林的Thomas Grubb提供的赤道儀上。有好幾年的時間，庫珀的折射鏡是世界上最大的。他使用這架望遠鏡在1835年描繪了哈雷彗星和1836年5月15日的日食。
後來，加入了一架5英呎 (1.5米) 的經緯儀和3英呎 (0.9米) 的子午儀，訂製了可交換的7英吋 (17.75公分) 玻璃，這在1839年是最大的。在1842年增添了一架4英吋 (10公分)的尋彗鏡。
"庫珀先生在馬克里城堡的天文台－無疑的是裝備最豐富的私人天文台－庫珀先生本身和他非常能幹的助手安德魯·葛拉翰都非常活躍" (皇家天文學會，1851年)。
在1878年，庫珀的助手，安德魯葛拉翰使用尋彗鏡發現小行星穎神星。葛拉翰在1860年辭去了馬克里天文台的工作，但繼續在劍橋天文台工作至1905年。E.J.庫珀在1863年辭世，但是天文台仍繼續運作至愛德華·亨利·庫珀 MP在1902年過世。